# シオサイ30
シオサイ30は、1997年にパイオニアが開発・販売したパチスロ機。いわゆる沖スロに該当する。

## 概要
今でこそパイオニアというメーカーは沖スロを多く輩出するメーカーだと認知されているが、当時は⌀25メダル用マシンの製造が大半だった。そして、この『シオサイ30』の登場によりこのメーカーの進む道が大きく変わったのであった。
元々同社では『シティボーイ30』や『ベジタン30』など⌀30メダル用マシンもリリースしていたが、⌀30メダル自体が沖縄県限定であったので、それ以外の日本国内では馴染みがなかった。ましてや⌀30メダルの存在すら沖縄県外では知らないスロッターが大半だった。『シオサイ30』についても例外ではなく、最初は沖縄県のみの販売だった。
『シオサイ30』のウリはパイオニア伝統のリーチ目に技術介入の高さ、更には設定判別の容易さであった。そして、沖スロとしては初めてハイビスカスでのボーナス告知も、と言いたいところであったが導入当初はそうもなかったそうだ。
本土における完全告知の先駆者こと『ジャグラー』は、当時技術介入全盛の時代という壁が立ちはだかり技術を持たないスロッターが追いやられたこともあって、命であるGOGO！ランプは断線され（但し、兵庫県など一部地域では告知ランプの断線が禁止されており、これらの地域では本来のゲーム性でプレイできた）稼動が落ちたら即撤去という、シンプルなゲーム性のパチスロ機にとって冬の時代であり、シオサイ30導入当初の1997年もその時代には変わりはなかった。
いざ導入されても、ボーナス成立時に光るハイビスカスに「このハイビスカスは何？」というような状況も多々あったようだ。今では全く考えられない問題である。
沖縄県ではそこそこの結果で時代が進もうとしていた中、『シオサイ30』にとって大きな風が吹いた。元々攻略要素が高かったことが功を奏したのか、九州で絶大な人気を得て、そこから全国へその人気が広がりを見せた。そこで初めてハイビスカスランプという美しさと単純さが評価されたのだ。もう一つの追い風がイエローキャンペーンで、モーニングが全面禁止された事により告知ランプの断線をされることがなくなり、完全告知というジャンルが市民権を得ることになった。
この『シオサイ30』以降、シオサイシリーズや他のシリーズはもちろんのこと、他社製品に至っても、沖スロとハイビスカスは切っても切れない関係となったのであった。

## ボーナス確率
| 設定 | BIG確率 | REG確率 | 合成確率 |
| ---- | ------- | ------- | -------- |
| 1    | 1/309   | 1/655   | 1/210    |
| 2    | 1/292   | 1/655   | 1/202    |
| 3    | 1/273   | 1/655   | 1/192    |
| 4    | 1/256   | 1/655   | 1/184    |
| 5    | 1/240   | 1/655   | 1/176    |
| 6    | 1/240   | 1/468   | 1/159    |

※各数値はメーカー発表値。